# Richard Winters
El mayor Richard Davis Winters (New Holland, Pensilvania; 21 de enero de 1918 – Hershey, Pensilvania; 2 de enero de 2011) fue un oficial del Ejército de los Estados Unidos. Mandó la Compañía Easy, 2.º Batallón, del 506.º Regimiento de Infantería de Paracaidistas, perteneciente a la 101.ª División Aerotransportada, durante la Segunda Guerra Mundial.
Combatió en Francia, Países Bajos, Bélgica, Austria y Alemania, convirtiéndose en Jefe del 2.º Batallón del 506.º Regimiento. Terminadas las hostilidades, fue dado de baja del ejército honrosamente y regresó a la vida civil en Nueva Jersey.
En 1951, durante la guerra de Corea, fue nuevamente alistado y sirvió como oficial instructor al personal en el Fuerte Dix, y aunque se emitieron órdenes para su movilización, no fue enviado a Corea. Después de que se le diera de baja nuevamente, trabajó en diversos lugares hasta fundar su propia empresa de productos agrícolas.
El mayor Winters ha sido representado en la miniserie Band of Brothers, llevada a la televisión de habla hispana con el nombre de Hermanos de sangre, de HBO y BBC, por el actor inglés Damian Lewis.

## Su juventud
Winters nació el 21 de enero de 1918 en Ephrata y se crio en el condado de Lancaster, Pensilvania, hijo de Richard y Edith Winters. Se graduó en el Boys High School, luego se matriculó en el Franklin and Marshall College obteniendo un título en economía en 1941.

## Durante la Segunda Guerra Mundial

### Alistamiento y entrenamiento en Toccoa, EE. UU. (1941 - 1944)
Winters se alistó en el ejército el 25 de agosto de 1941. Tras asistir al entrenamiento básico, en abril de 1942, fue escogido para asistir a la escuela de formación de oficiales en Fort Benning, Georgia. Fue ahí donde conoció a su amigo Lewis Nixon, con quien serviría a lo largo de toda la guerra. Se graduó de la escuela de oficiales con el grado de Alférez el 2 de julio de 1942.
Durante su estancia en la escuela de oficiales, decidió que quería unirse a la infantería paracaidista. Al término de su entrenamiento oficial, se le dieron órdenes de unirse al 506.º Regimiento de Infantería de Paracaidistas, un regimiento completamente nuevo que se entrenaba en el Camp Toccoa.
Llegó a Toccoa a mediados de agosto de 1942 y se le dio el mando de la 2.º sección en la Compañía Easy. Durante el entrenamiento inicial como paracaidista, Winters fue designado como Oficial Ejecutivo (Executive Officer XO) y recibió su ascenso a teniente durante el mando del jefe de la compañía, el capitán Herbert Sobel.
Después de su paso por Toccoa, el regimiento fue enviado al Camp Mackall, en Carolina del Norte. Allí comenzó la instrucción en tácticas militares y lectura de planos. Sus diferencias con Sobel fueron cada vez más tensas hasta llegar al punto de solicitar un juicio militar contra su superior.
El 10 de junio de 1943, el 506.º fue agregado a la 101.ª División Aerotransportada. Más tarde, en ese mismo año, se embarcó en el buque Samaria, desde Nueva York con destino a Inglaterra. Llegó a Liverpool en septiembre, desde donde se trasladó a Aldbourne, para comenzar a entrenarse en los preparativos a la futura invasión de Europa.
Cuando la 101.ª División Aerotransportada fue movilizada a Inglaterra, se intensificaron las tensiones entre el Capitán Sobel y los Suboficiales de la Compañía Easy, poco antes de la invasión aliada a la Francia ocupada, Sobel fue reemplazado por el teniente Thomas Meehan III.

### Campaña de Normandía, Francia (1944)
El 6 de junio de 1944, aproximadamente a las 1:15 a. m., el avión C-47 número 66 que llevaba al Tte. Meehan y al alto mando de la Compañía Easy fue derribado por fuego antiaéreo alemán quemando y matando a todos a bordo. Sin que sus compañeros supieran el destino del teniente Meehan, Winters se convirtió de facto en el comandante en jefe de la compañía Easy quien los lideró durante toda la campaña de Normandía.
Después de aterrizar «fuera de zona» cerca de Sainte-Mère-Église y perdiendo su rifle M1 Garand durante el salto, se encontró con unos pocos paracaidistas a los que organizó y condujo al objetivo asignado para su unidad, cerca de Sainte-Marie-du-Mont. Winters, desde sus primeras acciones de guerra, se destacó como un buen líder y comenzaba a ser una figura importante.
Por la tarde, ese mismo día, Winters dirigió un ataque contra una batería de artillería compuesta por cañones de 105 mm., que estaban infligiendo un grave daño a la salida de la playa Utah. La posición estaba defendida por una sección de 50 alemanes mientras Easy solo contaba con no más de 13 efectivos. Esta acción se llevó a cabo al sur de la villa Le Grand-Chemin y se conoce principalmente como el asalto a Brécourt Manor, donde también Winters encontró un mapa que mostraba todas las posiciones de artillería del enemigo. Por esta acción, Winters fue recomendado para la Medalla de Honor.
La recomendación fue rebajada a la Cruz por Servicio Distinguido (el segundo premio más alto de las fuerzas estadounidenses por valor en combate) a causa de la política de «una Medalla de Honor por campaña y división», así, en detrimento de Winters, el teniente coronel Robert G. Cole fue el único de la 101.ª que recibió la Medalla de Honor durante la campaña de Normandía.
Winters escribió una carta en la campaña para que le restauraran la citación original de Medalla de Honor ().
Esta acción de combate todavía se estudia en la Academia Militar de West Point por ser un ejemplo clásico de la toma de una posición fija por unidades tácticas pequeñas. (Una recreación de este asalto se puede ver en la miniserie Band of Brothers en el capítulo 2: «Day of Days» (el Día de los Días).
Del 10 al 14 de junio toma parte en la Batalla de Carentan comandando a la Easy. El 1 de julio de 1944, Winters fue ascendido a capitán y se le condecoró con la Cruz por Servicio Distinguido por sus acciones en el Día D, siendo impuesta por el general Omar N. Bradley que comandaba el primer ejército. Poco después el 506.º Regimiento fue retirado de Francia y regresó a Aldbourne en Inglaterra para su reorganización.

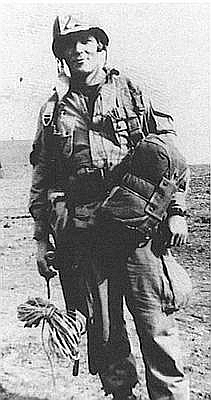
Richard D. Winters durante su entrenamiento de paracaidísta en 1942

### Operación Market Garden, Holanda (1944)
Durante el curso de la Operación Market Garden en Holanda, en septiembre de 1944, Winters asumió deberes como Oficial Ejecutivo en el 2.º Batallón, 506.º Regimiento. No obstante, Winters ostentaba aún el empleo de capitán pero poseía el mando, por entonces vacío en la unidad, de mayor.
Durante la campaña en Holanda, el capitán Winters dirigió un ataque, que se puede calificar de «perfecto», con solamente 20 soldados de la Easy contra una fuerza de 200 soldados alemanes. Teniendo en cuenta los efectivos de ambas fuerzas, se podría decir "perfecto" porque solamente tuvo un par de heridos y 1 muerto en acción («KIA», Killed in Action), el soldado Dukeman (este hecho está representado en la miniserie, antes mencionada, en el capítulo 5.º: "La Encrucijada").

### Batalla de las Ardenas, Bélgica (1944 - 1945)
El 16 de diciembre de 1944, los alemanes lanzaron una gran contraofensiva contra los aliados en Bélgica, siendo la 101.ª enviada al pueblo de Bastogne de este mismo país. En los alrededores del lugar, el 18 de diciembre, el capitán Winters (Jefe del 2.º Batallón) y la Compañía Easy mantuvieron la línea Noroeste cerca del pequeño pueblo vecino de Foy durante lo que se conoce como la Batalla de las Ardenas.
La totalidad de la 101.ª y unidades de la 10.ª División Acorazada, repelieron durante una semana los masivos ataques de tropas élite de las divisiones alemanas antes de que unidades del 3.er Ejército estadounidense del general George S. Patton rompieran las líneas enemigas alrededor de Bastogne pudiendo rescatar a los soldados aislados quienes no podían ser reabastecidos por aire debido a las complicadas condiciones climáticas. 
La versión oficial dice que Patton rompió las líneas alemanas y pudo rescatar a la 101.ª, pero hasta ahora, ningún miembro de la división ha reconocido que realmente necesitaran ser rescatados, ya que prácticamente sin apoyo aéreo ni artillería, sin municiones ni ropa de invierno y con muy pocos alimentos, pudieron contener los ataques alemanes, eso sí, pagando un muy elevado precio en bajas de la 101.ª durante la batalla. El 9 de enero de 1945 el 2.º batallón llevó a cabo un ataque definitivo contra el pueblo de Foy, en el transcurso del mismo, Winters cesa al Tte. Norman Dike del mando de la Compañía Easy por su pobre desempeño durante el combate e instala en su lugar al Tte. Ronald Speirs que hasta ese momento mandaba la Compañía Dog (el propio capitán Winters iba a tomar el mando en el campo de batalla, pero su jefe, el coronel Robert Sink, se lo impidió), Speirs quedaría como jefe de la Easy hasta el final de la guerra.

### Alemania y Austria (1945)
El 8 de marzo de 1945, en Haguenau, "Dick" Winters fue ascendido de Capitán a mayor y poco después fue nombrado comandante del 2.º Batallón. El teniente coronel Strayer fue designado como personal del regimiento. Después de Haguenau el segundo batallón vio poca acción de combate.
En abril el batallón llevó a cabo tareas defensivas a lo largo del río Rin, antes de dirigirse a Baviera a finales de mes. El 27 de abril, liberaron el campo de concentración de Kaufering VII, cercano a la ciudad de Landsberg am Lech en Baviera. A principios de mayo, la 101.ª División Aerotransportada había recibido órdenes de capturar Berchtesgaden. El segundo batallón partió de Thalham, Alemania, en la carretera vieron innumerables filas de soldados alemanes rendidos, posteriormente se les ordenó tomar el retiro alpino de Hitler, el Nido del Águila, llegando a la ciudad al mediodía del 5 de mayo de 1945, aún estaban allí cuando la guerra en Europa terminó tres días después, el 8 de mayo de 1945.
Después del fin de las hostilidades Winters permaneció en Europa para el proceso de ocupación y la desmovilización. Su unidad quedó estacionada en Zell am See, Salzburgo, Austria mientras terminaba la Guerra del Pacífico. A pesar de que tenía suficientes puntos para volver a los Estados Unidos, se le dijo que se le necesitaba en Alemania. Más tarde, el Cor. Sink le ofreció una comisión permanente en el ejército, pero la rechazó. Finalmente, se embarcó desde Marsella a los Estados Unidos a bordo del Wooster Victory el 4 de noviembre de 1945. Fue retirado del ejército el 29 de noviembre de 1945, aunque no fue dado de baja oficialmente hasta el 22 de enero de 1946 y permaneció en licencia terminal hasta entonces.

## Vida posterior a la Segunda Guerra Mundial
Después de la guerra, Winters trabajó junto con su más íntimo amigo de la guerra, Lewis Nixon, en una empresa de la familia de este, Nixon Nitration Works. Cuando llegó la guerra de Corea, Winters se reincorporó al servicio pero esta vez para entrenar infantería y a los Rangers del Ejército de los Estados Unidos.
Después de su segundo periodo de servicio, Winters se embarcó en un negocio propio vendiendo animales y forraje para granjeros en Pennsilvania. Él y su esposa Ethel compraron una pequeña granja donde vieron crecer a sus 2 hijos, Tim y Jill.
Retirado a Hershey, Pensilvania, cerca de Harrisburg, Winters se convirtió en un ícono de la "The Greatest Generation" (La Generación más Grande) a través de la presentación en 1992 del libro de Stephen Ambrose Band of Brothers:E Company, 506th Regiment, 101st Airborne from Normandy to Hitler's Eagle's Nest y la miniserie de HBO/BBC Band of Brothers, basada en dicho libro.
Winters fue el protagonista también del libro Biggest Brother:The life of Major Dick Winters, The Man Who led the Band of Brothers, escrito por Larry Alexander y publicado en 2005. Las memorias de Winters han quedado para la historia en el libro Beyond Band of Brothers: The War Memories of Major Dick Winters, coescrita por el historiador militar y retirado del Ejército de los Estados Unidos, el coronel Cole C. Kingseed, siendo publicado a principios de 2005.
Dick Winters, nunca recibió la Medalla de Honor a pesar de una recomendación de la Segunda Guerra Mundial y las campañas tanto en su nombre por sus seguidores en los últimos años.

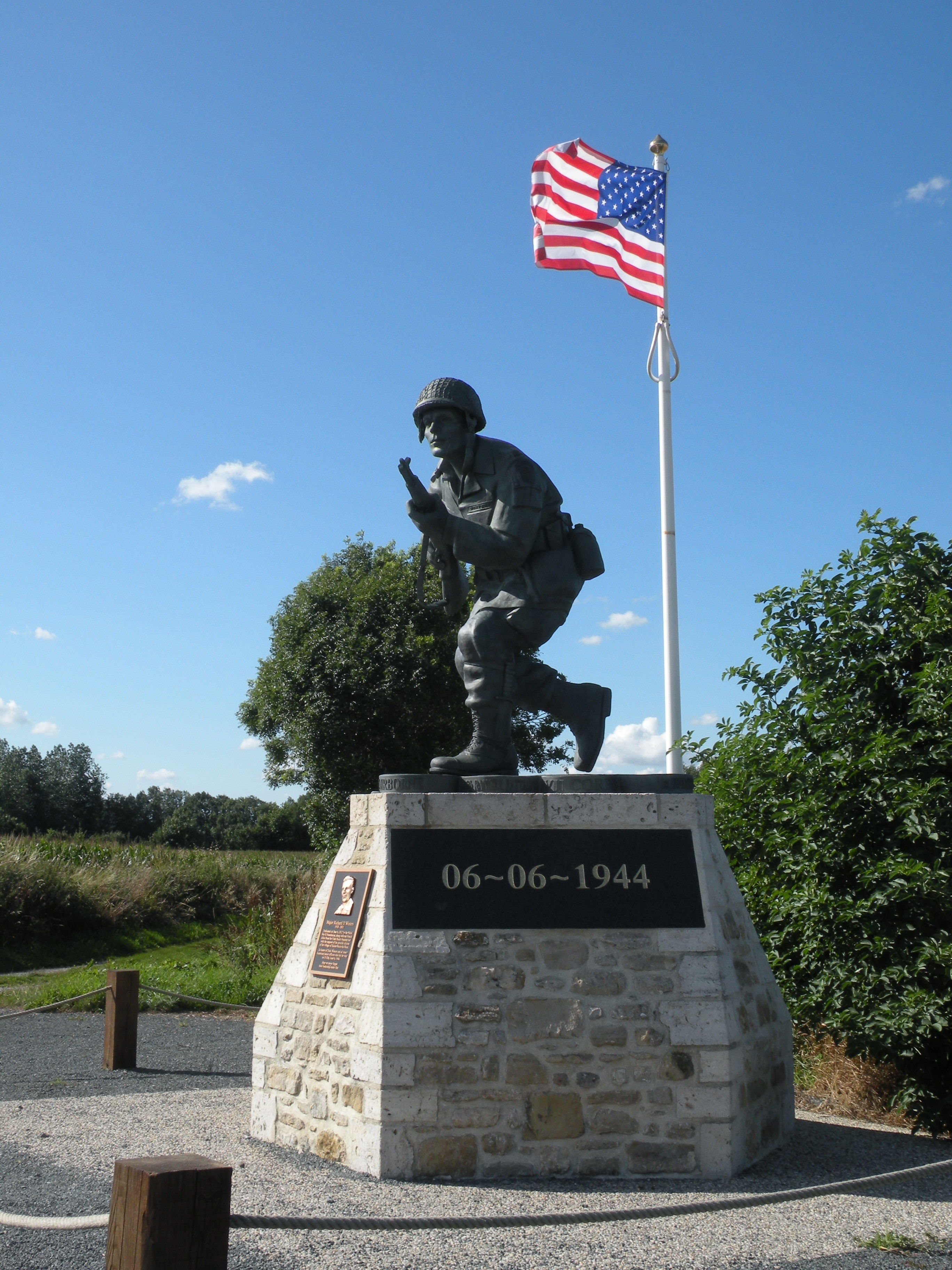
Estatua de Richard Winters en la playa Utah, Normandía, Francia

## Muerte
Falleció por complicaciones del mal de Parkinson el 2 de enero de 2011 a los 92 años de edad. Winters fue enterrado en un funeral privado, que se celebró el 8 de enero de 2011 en el cementerio de la Iglesia Evangélica Luterana Bergstrasse en Ephrata (Pensilvania), junto a sus padres en la parcela familiar de los Winters. Su tumba está marcada "Richard D. Winters, 101.ª División Aerotransportada Segunda Guerra Mundial". Su esposa Ethel murió en 2012 a los 89 años.

### Honores
El 6 de junio de 2012, en el 68.º aniversario del desembarco del Día D, una estatua de bronce de Winters de 3.65 metros del altura del escultor Stephen C. Spears fue develada cerca de la aldea de Sainte-Marie-du-Mont, Francia.  Winters acordó que la estatua tuviera su parecido con la condición de que el monumento se dedicara a todos los oficiales menores que sirvieron y murieron durante los aterrizajes de Normandía.
Se colocó una réplica de la misma escultura en Ephrata, Pensilvania, en una plaza en el parque de Ephrata a Warwick cerca de Railroad Street y East Fulton Street, donde Winters vivió con su familia desde los dos hasta los ocho años. Esa estatua fue desvelada el 25 de mayo de 2015.

## Promociones de Richard D. Winters como oficial del Ejército de los Estados Unidos
| Insignia | Rango        | Rama                           | Unidad                      | Fecha              |
| -------- | ------------ | ------------------------------ | --------------------------- | ------------------ |
|          | Teniente 2.º | Ejército de los Estados Unidos | 101.ª Div. Aerotransportada | 2 de julio de 1942 |
|          | Teniente 1.º | Ejército de los Estados Unidos | 101.ª Div. Aerotransportada | 15 de mayo de 1943 |
|          | Capitán      | Ejército de los Estados Unidos | 101.ª Div. Aerotransportada | 1 de julio de 1944 |
|          | Mayor        | Ejército de los Estados Unidos | 101.ª Div. Aerotransportada | 8 de marzo de 1945 |

## Medallas y condecoraciones

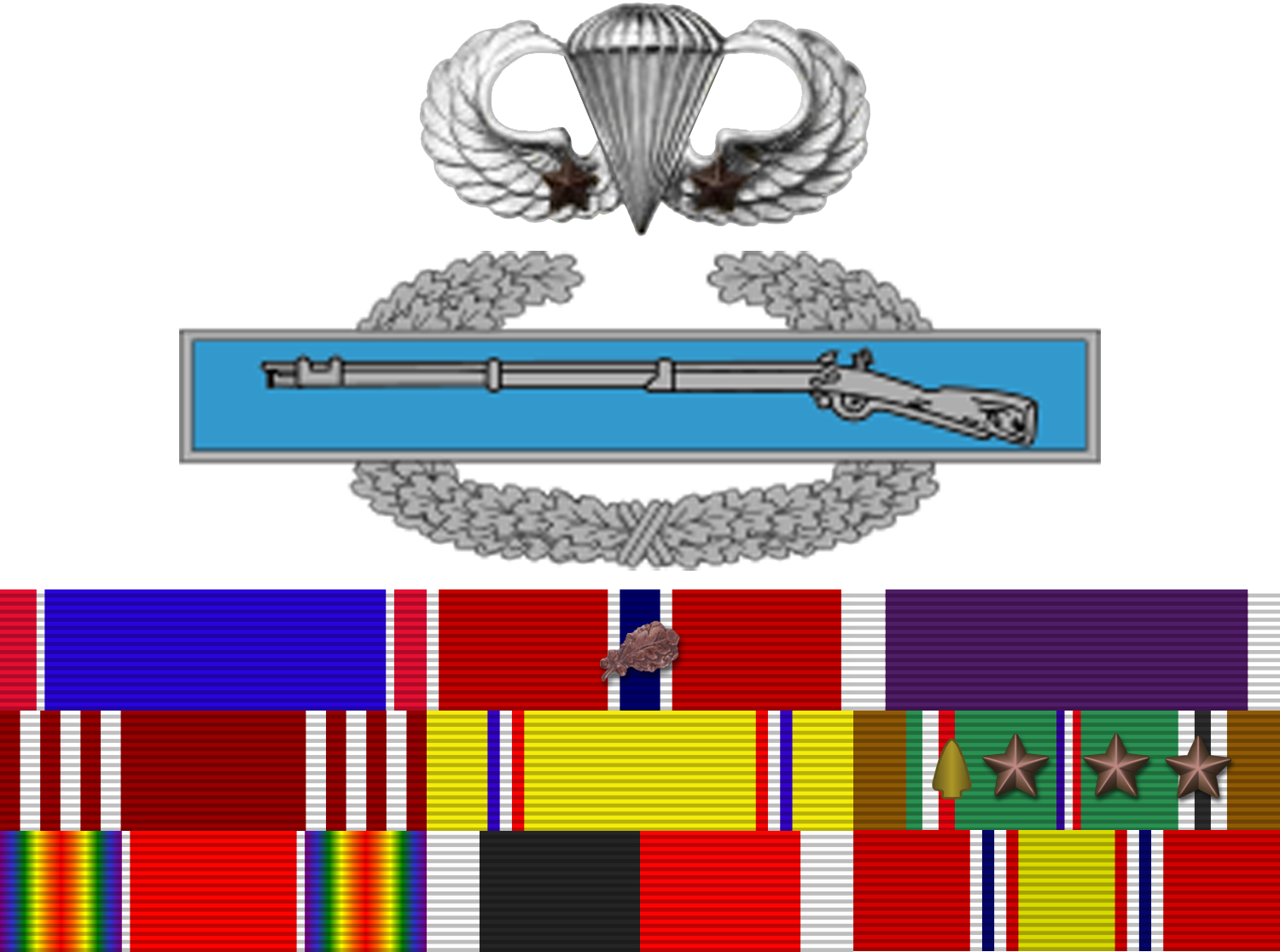
Pasadores del Mayor Winters.

- Medalla de Buena Conducta
- Cruz de Servicios Distinguidos
- Estrella de Bronce (2)
- Corazón Púrpura
- Medalla de Servicio Defensa Americana
- Medalla de Servicio en la Defensa Nacional
- Medalla de la Campaña Europea-Africana-Medio Oriente
- Medalla de Victoria Segunda Guerra Mundial
- Medalla del Ejército de Ocupación
- Croix de guerre
- Medalla Liberación Francesa
- Medalla Servicio Belga Segunda Guerra Mundial
- Insignia Infantería de Combate
- Insignia de Paracaidista con 2 estrellas de combate